# Jacobus Johannes Pieter Oud

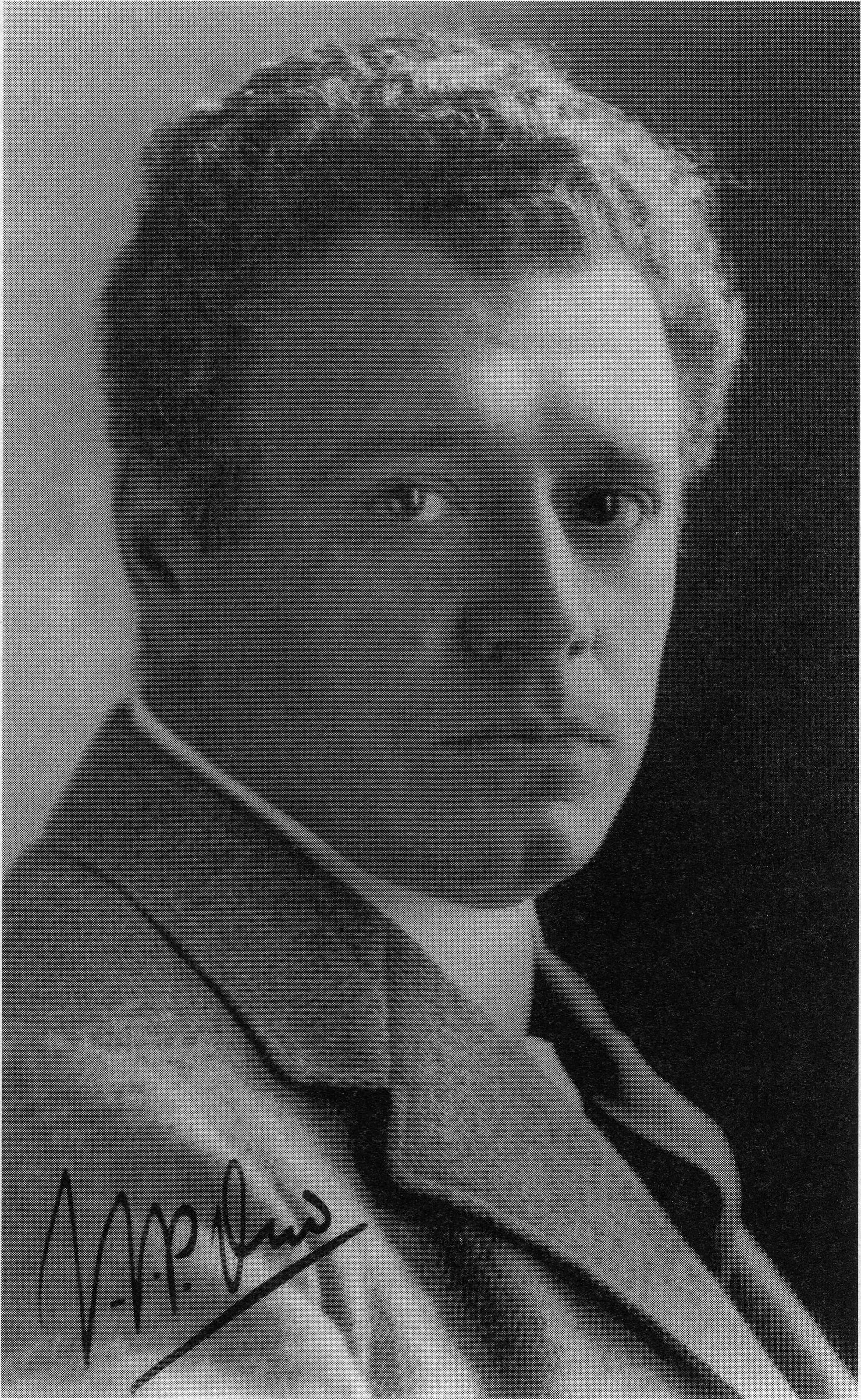
J.J.P. Oud, ca. 1918

Jacobus Johannes Pieter Oud (* 9. Februar 1890 in Purmerend; † 5. April 1963 in Wassenaar), genannt Bob Oud und auch bekannt als J. J. P. Oud, war ein niederländischer Architekt und Autor. Er war von 1917 bis 1921 Mitglied der Künstlergruppe De Stijl und gilt als einer der Hauptvertreter des Funktionalismus. Sein Bruder, Pieter Oud, war Bürgermeister von Rotterdam.

## Leben und Werk

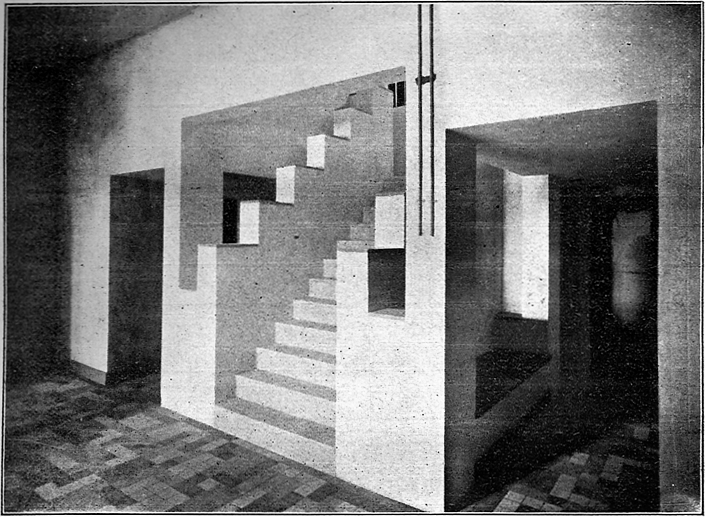
Interieur Villa de Vonk (1918?, Foto: Theo van Doesburg)

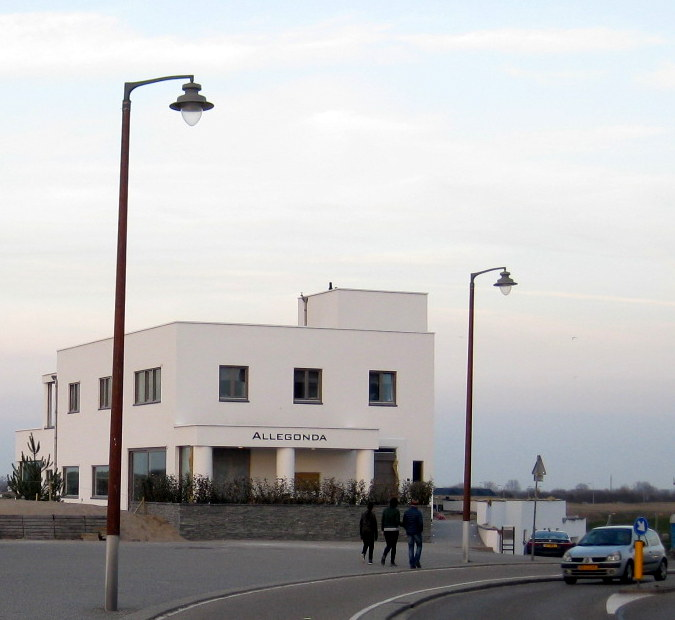
Villa Allegonda (1917 mit Theo van Doesburg, Katwijk aan Zee), nach Rückbau und Restaurierung 2017

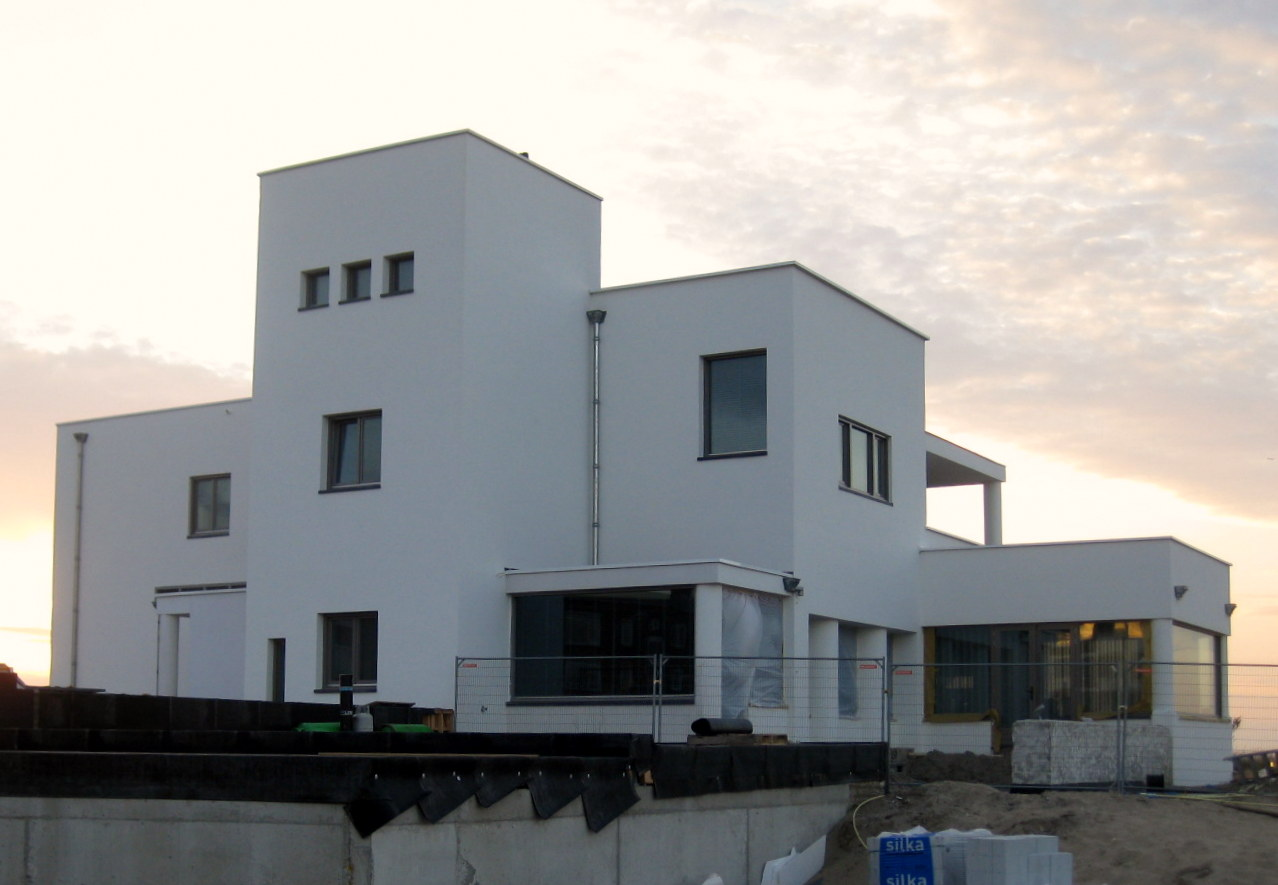
Villa Allegonda, Seiten- und Rückfront 2017

Oud studierte in Amsterdam und Delft. Er lernte bei Petrus Josephus Hubertus Cuypers, Jan Stuyt und bei dem deutschen Architekten Theodor Fischer.
1914 ließ er sich in Leiden nieder. Dort lernte er Theo van Doesburg kennen. Für dessen Zeitschrift «De Stijl» schrieb er zwischen 1917 und 1920 einige Beiträge zur Architektur.
1918 bis 1933 war er Stadtbaumeister in Rotterdam. Durch die Wohnanlagen und Siedlungen, die er in den 1920er Jahren in Rotterdam errichtete, wurde er auch international einer der bekanntesten Vertreter des Internationalen Stils. 1954 wurde er von der Technischen Universität Delft zum Ehrendoktor ernannt.

## Werke

### Bauten
- Katwijk, Villa „Allegonda“, 1917[1]
- Scheveningen, Siedlung an der Strandpromenade, 1917
- Rotterdam, Siedlung „Tusschendijken“, 1920–21 (Vorbild für die Berliner Wohnstadt Carl Legien von Bruno Taut und Franz Hillinger)
- Rotterdam, Siedlung „Oud-Mathenesse“, 1922
- Rotterdam, Siedlung „Hoek van Holland“, 1924–1927
- Rotterdam, Restaurant „De Unie“, 1925
- Rotterdam, Siedlung „Kiefhoek“, 1925–1927
- Stuttgart, Reihenhäuser in der Weißenhofsiedlung, Häuser Pankokweg 5–9, 1927
- Den Haag, BIM-Gebäude (Verwaltungsgebäude für Shell), 1938–42
- Rotterdam, Sparkasse, 1942–50
- Amsterdam, Nationaldenkmal auf dem Dam, 1949 (zusammen mit dem Bildhauer John Raedecker)
- Arnheim, Bio-Kinderheim, 1952–1960
- Rotterdam, Bürogebäude für die Versicherungsgesellschaft De Utrecht, 1954–61
- Den Haag, Niederländisches Kongresszentrum, 1956–63

### Architekturtheorie
- J.J.P. Oud: Holländische Architektur, Bauhausbücher 10, München 1926